# Yulan-Magnolie
Die Yulan-Magnolie (Magnolia denudata) ist eine Pflanzenart aus der Gattung der Magnolien (Magnolia) innerhalb der Familie der Magnoliengewächse (Magnoliaceae). Sie stammt aus dem östlichen China. Sie wird in den gemäßigten Gebieten der Welt als Ziergehölz verwendet; besondere Bedeutung erlangte sie als ein Elternteil der bekannten Tulpen-Magnolie.

## Beschreibung

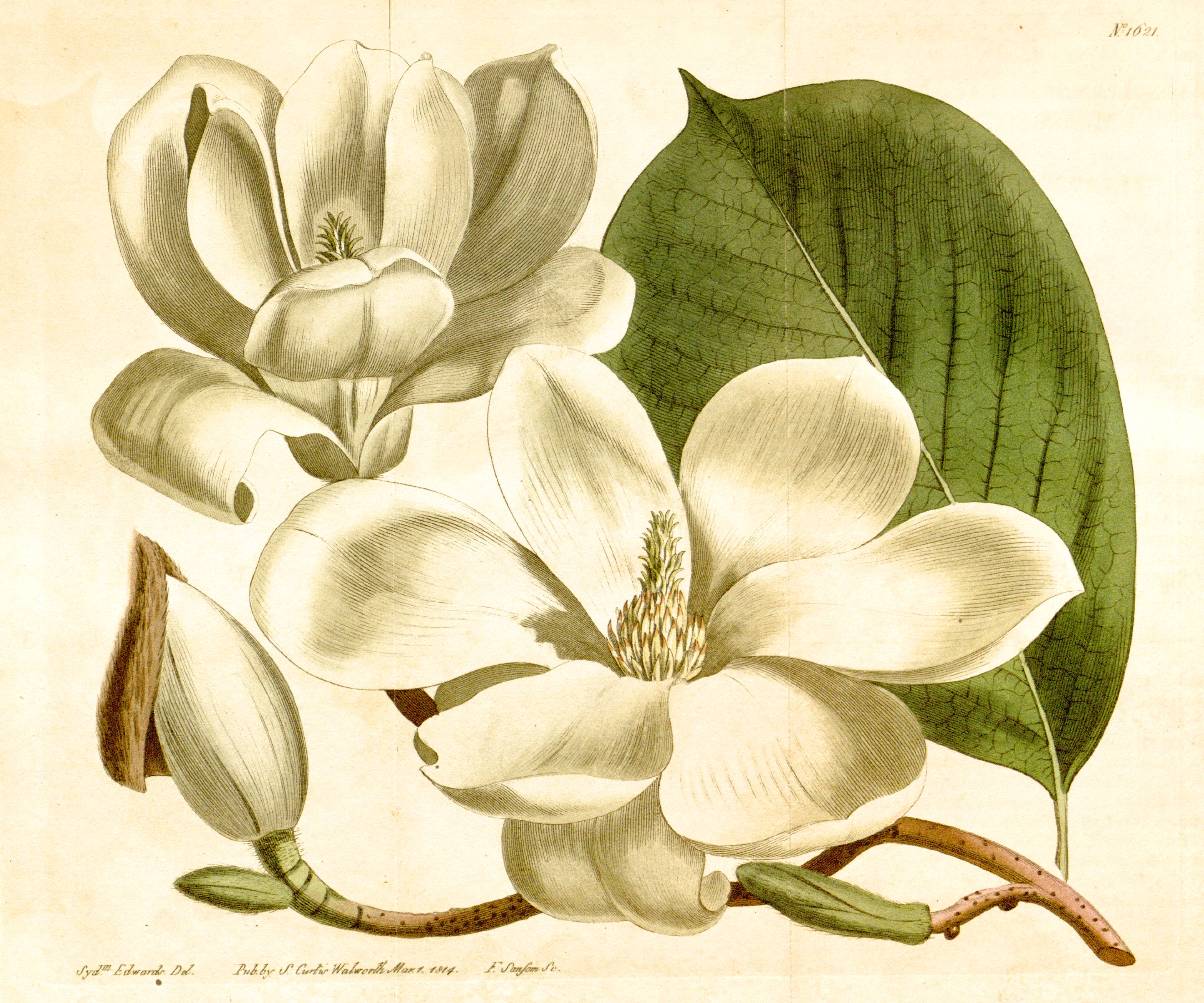
Illustration aus Curtis’s Botanical Magazine, Volume 39, Tafel 1621

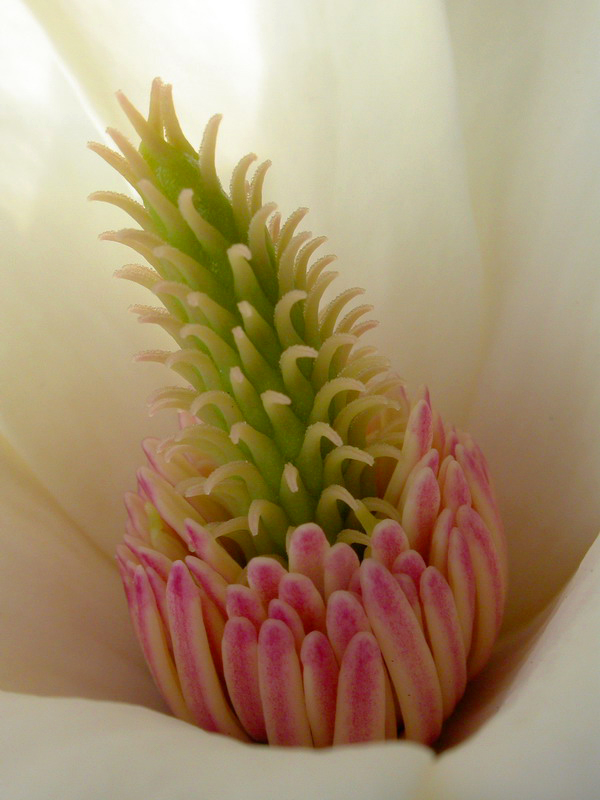
Detail einer Blüte

### Vegetative Merkmale
Die Yulan-Magnolie ist ein sommergrüner, laubabwerfender Baum, der Wuchshöhen von 15 bis 20 Metern erreicht. Die Krone ist oft breit und mehrstämmig aufgebaut. Die graue Rinde bleibt auch an dickeren Stämmen glatt. Die Rinde der Zweige ist dunkelbraun und anfangs behaart. Die Knospen sind behaart.
Die wechselständigen Laubblätter sind in Blattstiel und -spreite gegliedert. Der Blattstiel misst 2 bis 3 Zentimeter. Die einfache, ganzrandige Blattspreite ist bei einer Länge von 8 bis 15 Zentimetern sowie einer Breite von 5 bis 10 Zentimetern verkehrt-eiförmig mit keilförmigen Spreitengrund und bespitztem bis zugespitztem oberen Ende. Die Blattoberseite ist von frischgrüner Farbe sowie glatt und die -unterseite ist hellgrün und anfangs behaart.

### Generative Merkmale
Die vor dem Laubaustrieb erscheinenden, leicht duftenden Blüten stehen einzeln an den Enden der Zweige und sind 10 bis 20 Zentimeter breit. Eine einzelne Blüte besteht aus neun (gelegentlich auch zehn bis zwölf) weißen Tepalen, die am Grund oder auf der Mittelrippe manchmal rosa gefärbt sind. Im Zentrum befinden sich zahlreiche rosafarbene bis violette Staubblätter und zahlreiche grünlich-weiße Stempel.
Die zylindrische, 5 bis 15 Zentimeter lange Sammelbalgfrucht ist zuerst grün und färbt sich später rosa-rot. Die Samen sind von einer roten Sarkotesta umgeben.
Die Yulan-Magnolie ist hexaploid und die Chromosomenzahl beträgt 6n = 114.

## Vorkommen
Die Yulan-Magnolie hat ihr Verbreitungsgebiet im Osten und Süden Chinas. Sie findet sich vom südöstlichen Jiangsu und Zhejiang, durchs südliche Anhui bis ins südwestliche Hunan, Guangdong und Fujian. Das Klima ist gemäßigt und humid, die Böden sind humos und weisen einen leicht sauren pH-Wert auf. Da ihr Lebensraum aber schon seit sehr langer Zeit vom Menschen genutzt wird, ist das ursprüngliche Areal schwer zu bestimmen. Einige Vorkommen könnten auch von angepflanzten Exemplaren abstammen.

## Verwendung

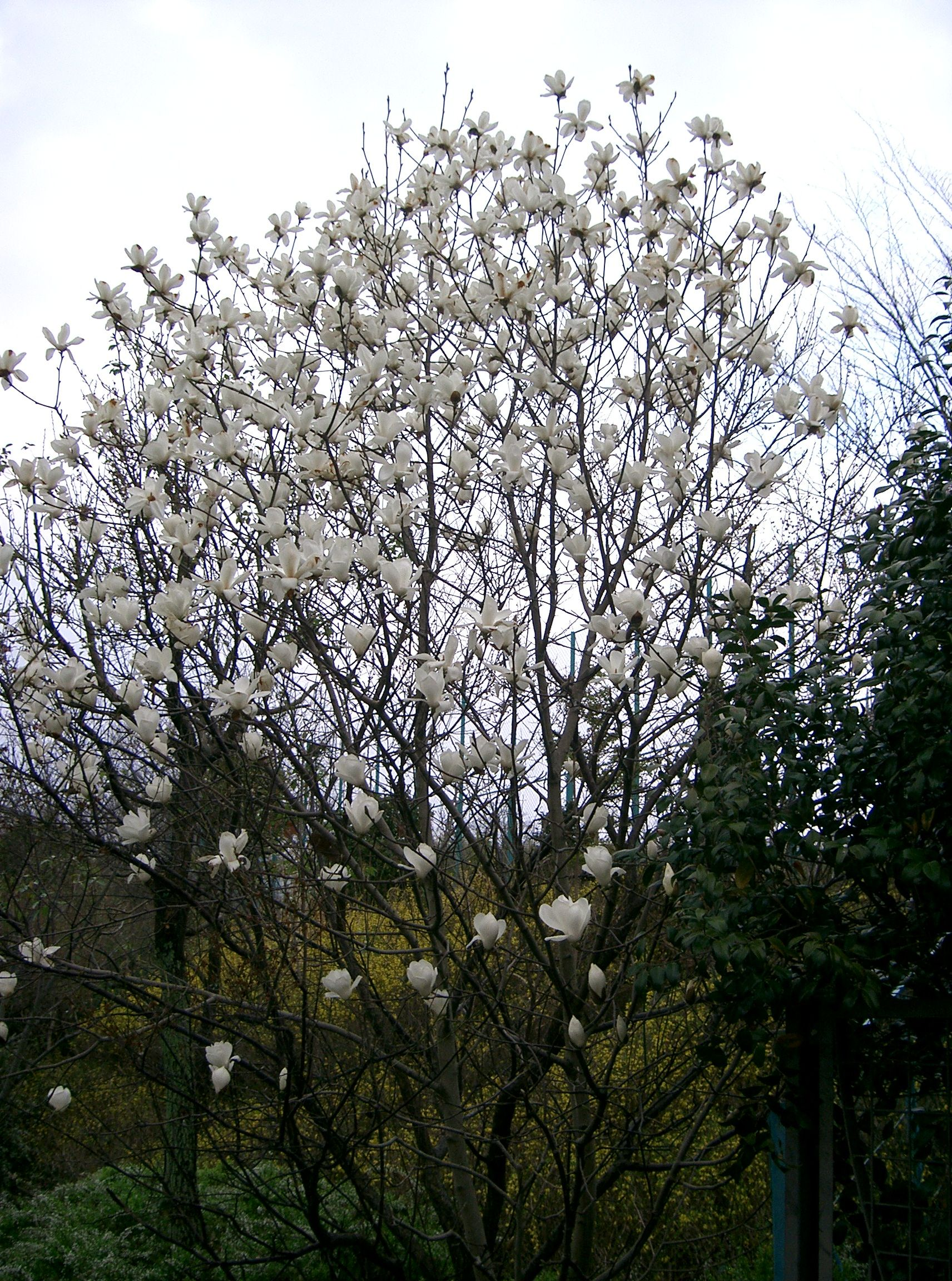
Habitus während der Blütezeit

Schon lange wird die Yulan-Magnolie als Ziergehölz in China gepflanzt. Die weißen Blüten symbolisieren Reinheit, weshalb sie auch oft in der Nähe von Tempeln verwendet wurde. Sie wird häufig auf Kunstwerken abgebildet, ihre Blüten werden gegessen, die Rinde als Medizin verwendet.
Sie wird als Zierpflanze verwendet, allerdings werden ihre Blüten in Mitteleuropa recht häufig von Spätfrösten zerstört. Wichtiger ist sie deshalb als ein Elternteil der Tulpen-Magnolie (Magnolia ×soulangeana), einer Kreuzung aus Yulan- und Purpur-Magnolie (Magnolia liliiflora). Hybriden der Yulan-Magnolie mit Magnolia campbellii werden als Magnolia ×veitchii bezeichnet, diese großen, früh blühenden Bäume sind jedoch selten im Handel. Kreuzungen mit der Gurken-Magnolie wurden durchgeführt, um gelb blühende Magnolien zu erhalten. Auch mit anderen Magnolien aus der Sektion Yulania wurden erfolgreich Kreuzungen durchgeführt. Einige Sorten der Yulan-Magnolie wurden ausgelesen, beispielsweise ‘Caerhays Clone’ (1973), ‘Globosa’ (1915) oder ‘Wada's Japanese Clone’.

## Systematik und botanische Geschichte
Innerhalb der Gattung Magnolia wird die Yulan-Magnolie in die Untergattung Yulania, dort in die Sektion und Subsektion Yulania eingeordnet. Verwandte Arten sind beispielsweise Magnolia campbellii, Magnolia dawsoniana oder Magnolia sargentiana.
Schon 1712 publizierte Engelbert Kaempfer eine Beschreibung der Yulan-Magnolie, die 1791 von Joseph Banks neu herausgegeben wurde. Die Abbildungen der Yulan- und der Purpur-Magnolie waren mit „Mokkwuren“ bezeichnet – der japanische Name für Magnolien, da Kaempfer die Pflanzen in Japan kennengelernt hatte. Desrousseaux beschrieb dann die abgebildeten Pflanzen wissenschaftlich und wählte den Namen Magnolia denudata, die „nackte Magnolie“, da die Blüten im Frühjahr an den unbelaubten Zweigen erscheinen. Allerdings hatte Banks die Unterschriften unter Kaempfers Bildern vertauscht, so dass Desrousseaux die Beschreibungen von Yulan-Magnolie und Purpur-Magnolie verwechselte. Ebenfalls nur anhand von Abbildungen beschrieb Pierre Joseph Buc’hoz 1779 diese beiden Magnolien, er hatte drei Jahre zuvor einen Bildband mit chinesischen Motiven herausgegeben. Er nannte die Yulan-Magnolie Lassonia heptapeta. Im Gegensatz zu Kaempfers botanisch korrekten Abbildungen handelte es sich hierbei um „obviously Chinese impressionist art“ („offensichtlich chinesische impressionistische Kunst“). James Edgar Dandy transferierte diesen Namen 1934 in die Gattung Magnolia, also als Magnolia heptapeta, ab 1950 dann aber nur noch als Synonym zu Magnolia denudata. Spongberg und andere Autoren verwendeten aber ab 1976 wieder heptapeta, bis Meyer und McClintock 1987 die zahlreichen Fehler in Buc'hoz Bildern herausstrichen und den auch heute gebrauchten Namen Magnolia denudata, mit Kaempfers Abbildung als Typus, zur Verwendung vorschlugen.